# Venus negra, Venus blanca
Venus negra, Venus blanca és una obra de Josep Mompou i Dencausse. És un oli sobre paper, del 1957, que mesura  50 × 65 cm, i que es troba en la col·lecció del Museu Abelló, de Mollet del Vallès.

## Descripció de l'obra
Aquesta obra, està vinculada a una etapa molt concreta de Mompou, que va ser un dels renovadors del tapís a Catalunya. És un dibuix preparatori per un tapís que va realitzar cap al 1957.
D'una estètica molt fauvista, es veuen dos rostres femenins. Un rostre fosc en un primer pla, mentre que en un segon pla, hi ha un rostre blanc, mirant de perfil.
Ambdues figures estan envoltades per decoracions amb un joc de línies circulars i rectes, fetes amb uns colors molt vius.

## Context de l'obra
L'any 1957, Josep Mompou, va fer una exposició a la Sala Parés, una exposició que va ser trencadora, perquè l'artista va incorporar una nova tècnica, el tapís. 
Fins al moment, Catalunya no havia tingut una gaire tradició amb la manufactura del tapís, però amb l'eclosió del Noucentisme, des de la Mancomunitat Catalana, es va voler potenciar la tècnica del tapís, amb la mateixa clau de renaixença que s'havia aplicat amb la ceràmica i la xilografia
L'home que va encapçalar la renaixença del tapis durant el Noucentisme, fou Tomàs Aymat, qui un cop desfeta la Mancomunitat per la dictadura de Primo de Rivera, va continuar la seva tasca promovent el tapís de forma privada, tot formant una tapisseria l'any 1920 Sant Cugat del Vallès.
Després de la mort de Tomàs Aymat, el 1944, el seu fill Jordi Aymat, va voler orientar la Casa del Tapís amb modernitat. És en aquest moment que Aymat li va demanar a Josep Mompou que fes cartrons per tapissos (com pot ser el dibuix preparatori en qüestió).
Josep Mompou és el primer a fer tapís modern, tot trencant amb l'estètica noucentista. Va esdevenir el pioner de la renovació de l'escola catalana. Cal recordar que Josep Mompou era un artista que pintava a l'oli, amb una tradició fauvista. Els tapissos de Mompou eren experiments, completament diferents als tapissos que s'havien fet fins al moment. Va fer un nou gir creatiu, amb un alt nivell de qualitat.        
Concretament, el dibuix de Venus negra, venus blanca, és molt propera a un dels tapissos que va fer en aquell moment (tot i que respecte al tapís final, és una mica diferent). Actualment no se sap en quina col·lecció privada ha anat a parar el tapís.        
El tapís Venus negra, venus blanca (100 × 130 cm), juntament amb altres tapissos van ser exposats a la Sala Parés l'any 1957. La crítica del moment, no va acabar de valorar aquest nou gir de Mompou i la renovació del tapís, ni el fet d'innovar i experimentar amb una altra tècnica, ja que van posar totes les obres al mateix nivell. I, en aquell moment, no van apreciar que aquelles obres anaven més enllà del Noucentisme.
De totes maneres, la crítica, el que si que es va valorar, va ser la maduresa de l'obra de Josep Mompou.
Tot i així, un vell avantguardista, com Sebastià Gasch, va valorar molt positivament l'exposició, dient: “És l'exposició teva que m'ha agradat més. El color és més intens que mai i tot hi ateny l'essencial amb mots preciosos. El conjunt té una rara qualitat"        

## Exposicions
- Josep Mompou, Museu Municipal de Tossa de Mar, 01/07/2001 - 28/09/2001.
- La Mirada de l'Artista, Museu Abelló. Mollet del Vallès, 01/03/1999 - 21/01/2007.
- L'art modern a la col·lecció Abelló s. XIX-XX, Museu Abelló. Mollet del Vallès, 21/01/2007.
- Josep Mompou, La Pedrera. Caixa Catalunya, 10/02/2009 - 14/06/2009.